# Circe (Waterhouse)
Circe es un cuadro al óleo sobre lienzo ejecutado en 1911 por el pintor británico John William Waterhouse.
Es la última de sus tres representaciones de este personaje mitológico, tras Circe ofreciendo la copa a Odiseo en 1891 y Circe Invidiosa en 1892. Se desconoce la ubicación exacta de la obra ya que forma parte de una colección privada.

## Descripción

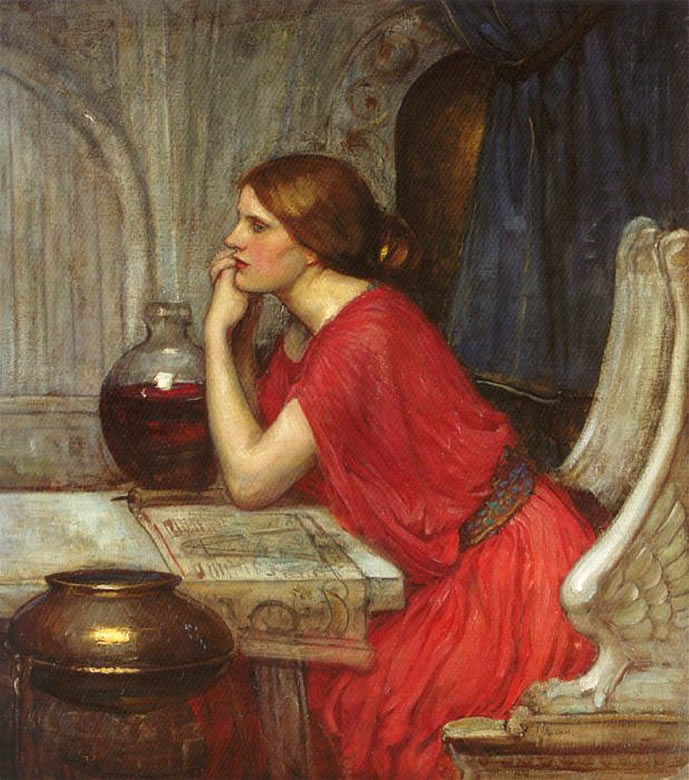
Primera versión del cuadro (61×51 cm, colección privada).

Hay dos versiones de esta pintura, ambas en colecciones privadas.  En las obras anteriores de Waterhouse sobre Circe, esta aparecía con el pelo castaño oscuro, mientras que en esta el pelo es rojo.
A diferencia de los dos cuadros anteriores, en los que Circe es representada como una mujer autoritaria, aquí se destaca su componente humano. La diosa se sienta con expresión tranquila y pensativa, sobre la mesa hay un libro de hechizos y un frasco de poción mágica (subrayando así su inteligencia y astucia divina). Al lado de la mesa hay una copa de vino, lo que quizás sugiere sus sentimientos y ambiciones humanas. Es poco probable que Circe arrojara accidentalmente algún objeto: tal vez la copa fue arrojada a propósito, dejando este hecho sin resolver.